# Marisol Malaret
Marisol Malaret Contreras(n. 13 octombrie 1949, Utuado⁠(d), Puerto Rico, SUA – d. 19 martie 2023, San Juan, Puerto Rico) a fost primul fotomodel portorican care a câștigat titlul de Miss Universe.

## Date biografice
A început să lucreze la o vârstă fragedă, datorită morții tatălui ei, José Antonio Malare și bolii cronice ale mamei sale, Rita Teresa Rossi. Ea are șase frați: Jesús, Joseph, Alicia, Rita, Antonio, și Raul. Probabil că Marisol a fost convinsă de Carmen Andino să candideze la concursul de frumusețe Miss Puerto Rico, organizat de omul afaceri Santisteban Anna. După ce a câștigat acest concurs, a participat  la concursul Miss Universe, pe care l-a câștigat la 11 iulie 1970.
A fost căsătorită de trei ori, primul ei soț este fostul model masculin Butch James. Al doilea soț muzicianul Corky Stroman, cu care are o fiică, Sasha. Al treilea soț este inginerul cubanez Frank Cue.